# Ngày Tiêu chuẩn Thế giới
Ngày Tiêu chuẩn Thế giới  (World Standards Day/International standards day) được tổ chức quốc tế mỗi năm vào ngày 14 tháng 10. Ngày tôn vinh những nỗ lực của hàng ngàn chuyên gia tự nguyện phát triển các tiêu chuẩn chung  trong các tổ chức phát triển các tiêu chuẩn như Ủy ban Kỹ thuật Điện Quốc tế (IEC), Tổ chức Tiêu chuẩn Quốc tế (ISO), Liên minh Viễn thông Quốc tế (ITU), Viện kỹ nghệ Điện và Điện tử IEEE (IEEE) và Lực lượng đặc nhiệm Kỹ thuật mạng  (IETF). Mục đích của Ngày Tiêu chuẩn Thế giới là nâng cao nhận thức cho các nhà quản lý, ngành công nghiệp và người tiêu dùng về tầm quan trọng của việc tiêu chuẩn hóa cho nền kinh tế toàn cầu.
Ngày 14 tháng 10 được chọn  vì vào ngày 14 tháng 10 năm 1946 ở Luân Đôn, đại biểu đến từ 25 quốc gia đã quyết định tạo ra một tổ chức quốc tế để tạo điều kiện tiêu chuẩn hóa. Tổ chức Tiêu chuẩn Quốc tế  được thành lập một năm sau đó và từ năm 1970, Ngày Tiêu chuẩn Thế giới được thiết lập. Các thông điệp hàng năm sẽ được Tổ chức Tiêu chuẩn Quốc tế đưa ra mỗi năm dựa vào một khía cạnh hiện tại của tiêu chuẩn hóa.
Thông điệp những năm gần đây:
- 2016: Tiêu chuẩn xây dựng lòng tin
- 2015: Tiêu chuẩn - ngôn ngữ chung của thế giới
- 2014: Tiêu chuẩn tạo lập sân chơi bình đẳng
- 2013: Tiêu chuẩn quốc tế tạo sự thay đổi tích cực
- 2012: Tiêu chuẩn giúp gia tăng hiệu quả - Lãng phí ít hơn, kết quả tốt hơn
- 2011: Tiêu chuẩn quốc tế - niềm tin toàn cầu
- 2010: Tiêu chuẩn giúp hoà nhập mọi người trên thế giới
- 2009: Tiêu chuẩn khắc phục biến đổi khí hậu